# Café El Estaño 1880

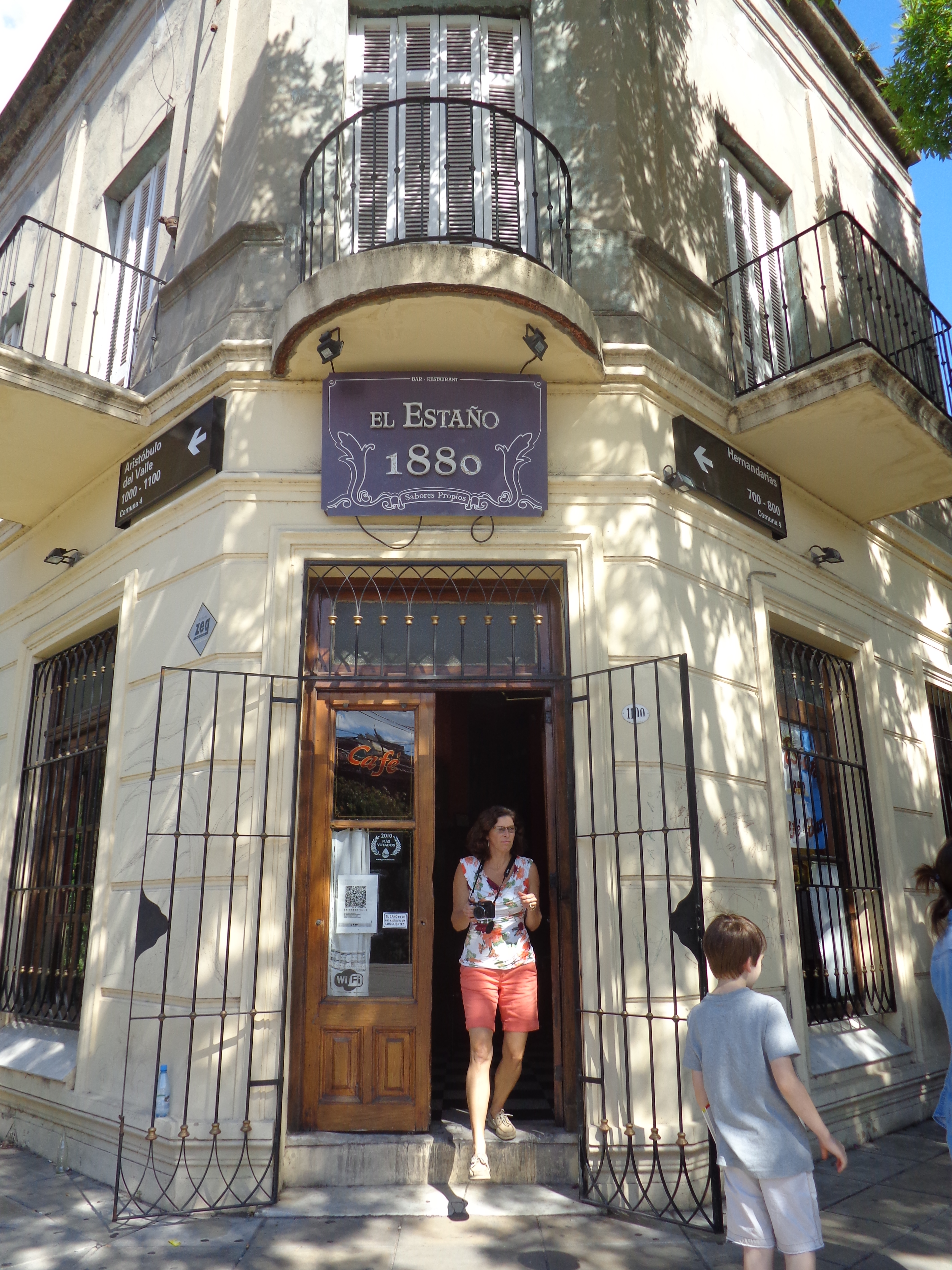
Esquina de Aristóbulo del Valle y Hernandarias.

El bar-almacén Café El Estaño 1880, se encuentra ubicado en una esquina del barrio de La Boca, en Aristóbulo del Valle 1100, Buenos Aires, Argentina. Fue fundado en 1890 como almacén y con el tiempo se convirtió luego en café y lugar de encuentro de artistas y bohemios.
Es uno de los bares notables de Buenos Aires, Argentina, por ser de los más representativos y antiguos que existen en la ciudad.

## Descripción

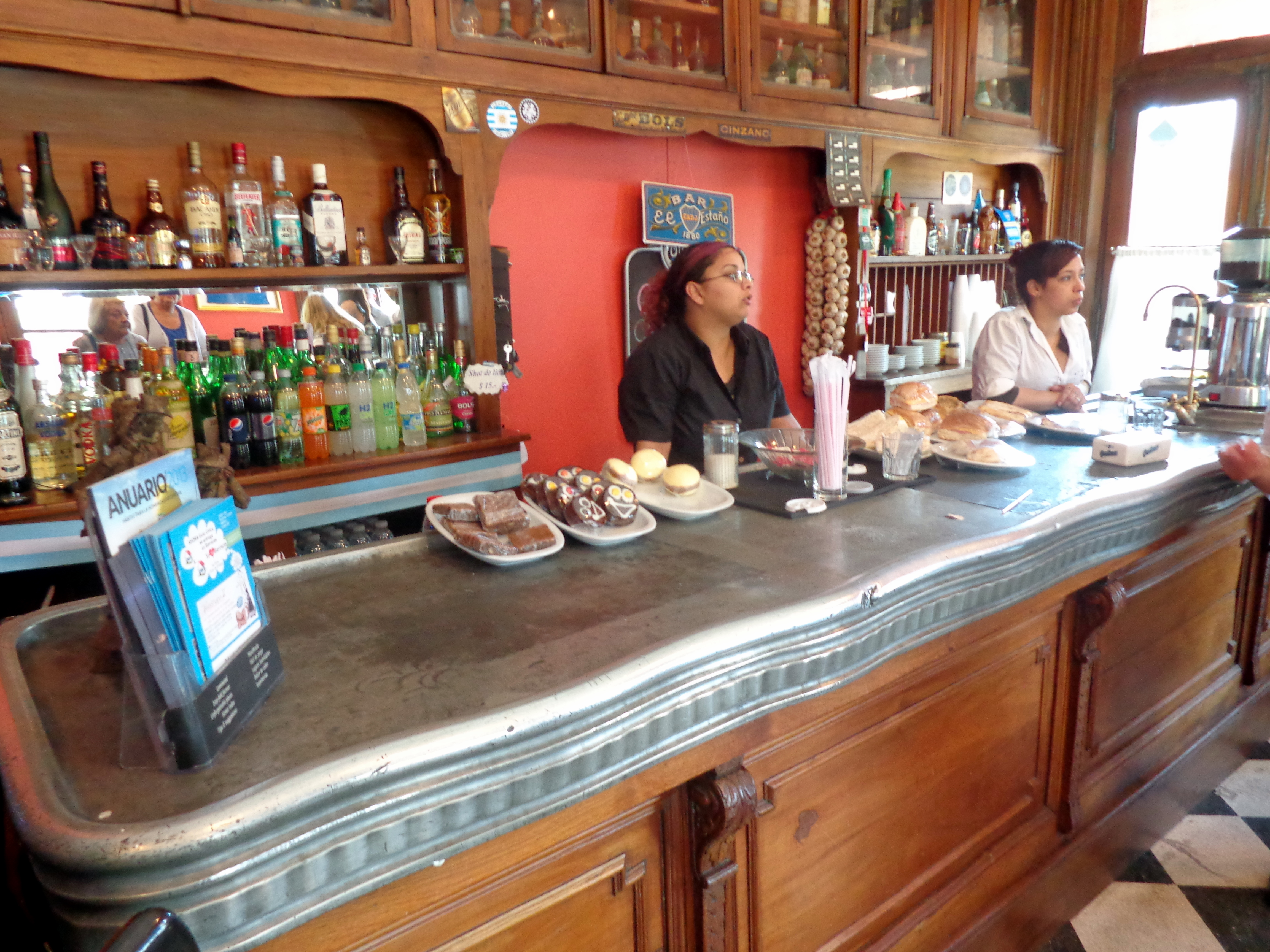
Su original barra de estaño.

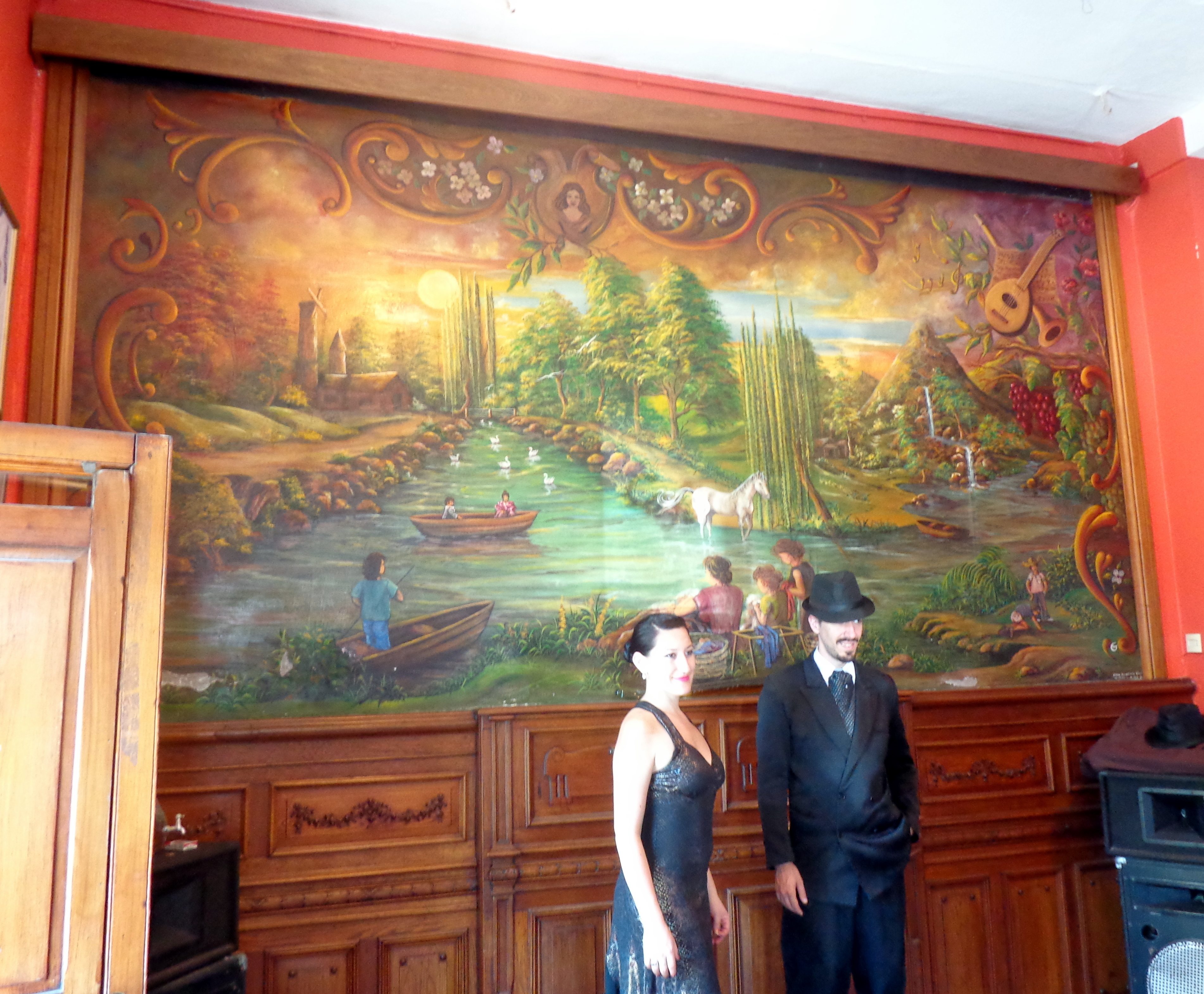
Pareja de tango junto al mural.

Ubicado en el barrio de La Boca en Aristóbulo del Valle 1100 (esquina con la calle Hernandarias) es uno de los últimos bares-almacén de la ciudad. 
Al traspasar su umbral se accede al local de muros pintados en colores terrosos. La ambientación es muy original, las paredes están cubiertas de madera trabajada, en las que se destacan un gran mural. Detrás de la original barra de estaño, de 3,5 m, en la parte donde funcionó el almacén. Hay también objetos antiguos como las heladeras o una fiambrera alemana, que se intentan preservar de la mejor manera mediante su restauración.
Detrás de la original barra de estaño el almacén cerrado guarda las antiguas estanterías de madera y los grandes cajones en los que se colocaban los productos alimenticios. Las vitrinas todavía conservan antiguas botellas, platos, porcelanas y algunos objetos de plata.
Su interior ha aparecido en gran cantidad de largometrajes argentinos como Evita, quien quiera oír que oiga, La Fuga, Eva Perón y El amor y el espanto. La especialidad de la casa son los straccinatti al fruto di mare.

## Historia
El almacén abrió sus puertas en 1890 en el barrio de la Boca, por ese entonces se llamaba Estrella del Sud. Casi 50 años después, en 1939, pasaría a las manos del matrimonio conformado por Teresita Vicenta y Manuel Lorenzo. Recibió su nombre actual en 1976, cuando el hijo de la pareja española fundadora tomó las riendas del lugar. El nombre fue elegido por la antigüedad de la edificación y además por la barra de estaño, que se presume es la única con semejantes dimensiones en Buenos Aires.
En 2004 el bar fue catalogado como “Bar Notable” por la Comisión de Protección y Promoción de los Cafés, Bares, Billares y Confiterías Notables de la Ciudad de Buenos Aires.
Además, El Estaño 1880 organiza el “mate cocido literario” para que los chicos de las escuelas del barrio aprendan historia. Hay diversas actividades culturales: concursos de pintura y fotografía, jornadas literarias, concursos de poesías, etc. Esta misión lo convierte en refugio de los artistas y bohemios de la Boca y vecindades.
También es una de las paradas del Bus Turístico de Buenos Aires.